# Vinko Radić
Vinko Radić (Split, 2. veljače 1898. – Split, 9. listopada 1945.) je bivši hrvatski nogometaš.
Od 1920. do 1929. bio je standradni prvotimac splitskog Hajduka s kojim je osvojio dvije titule prvaka države, 1927. i 1929. godine. Novinari su ga smatrali najboljim lijevim krilom u Jugoslaviji tih godina.
Odigrao je tri utakmice za reprezentaciju Jugoslavije. Debitirao je 28. rujna 1924. na utakmici protiv Čehoslovačke (0:2), na kojoj je u sastavu bilo deset igrača Hajduka.
Osnivanjem Splitskog nogometnog podsaveza 1920. godine Vinko Radić postaje stalni član reprezentacije SNP-a.
Preminuo je u Splitu 1945. godine.
Statistika u Hajduku
| Natjecanje        | Nastupi | Zgoditci |
| ----------------- | ------- | -------- |
| Prvenstvo         | 21      | 6        |
| Kup               | 7       | 3        |
| Superkup          | 0       | 0        |
| Međunarodne       | 2       | 0        |
| Splitski podsavez | 32      | 21       |
| Ukupno            | 62      | 30       |
| Prijateljske      | 221     | 66       |
| Sveukupno         | 283     | 96       |

## Vanjske poveznice
- Profil na reprezentacija.rs

1. ↑  Profili svih igrača – Statistika na službenim stranicama HNK Hajduka. hajduk.hr. HNK Hajduk Split.